# Isla Talavera (Paraguay)
Isla Talavera es el nombre de una isla hoy inundada completamente por el río Paraná situada en el departamento de Itapúa, al sur del Paraguay, justo en el límite con la provincia de Corrientes, en el noreste de la Argentina, quien hasta finales del siglo XX disputó su soberanía. La totalidad de su superficie se encuentra bajo el agua, en razón de encontrarse en el área donde se desarrolló el lago o embalse de la represa hidroeléctrica de Yacyretá creada por ambos países, aguas abajo de esta isla.

## Características geográficas
La isla Talavera contaba con una superficie de 15 000 hectáreas. Su parte central se situaba en las coordenadas: 27°32'45.83"S 56°24'33.11"O. Estaba delimitada por dos brazos envolventes del río Paraná.
Por el surDel lado sur de la isla se encuentra el brazo Talavera, de 45 kilómetros de longitud, el cual nace en el paso Júpiter —a la altura de la isla homónima (27°28'08"S 56°32'59"W)—, situado en el km 1487 del canal de navegación actual del río Paraná; termina a la altura de la isla Picardía (27°25'33"S 56°17'55"W), en el km 1532, del canal de navegación. Este canal la separa de la provincia argentina de Corrientes.
Por el norteDel lado norte de la isla se encuentra el canal de los Jesuitas, con una longitud aproximada de 25 km, el cual la separa de la isla Yacyretá.

## Adjudicación de su soberanía
La isla fue objeto de desacuerdos relativos a su adjudicación a Argentina o Paraguay al procederse a la demarcación del límite entre ambos países. 
Luego de finalizar la guerra de la Triple Alianza Ambos países firmaron un tratado de límites el 3 de febrero de 1876; las ratificaciones fueron canjeadas el 13 de septiembre de 1876. Allí fue definida la manera en que las islas de los ríos fluviales limítrofes serían repartidas:

«Art. 1°. La República del Paraguay se divide por la parte del Este y Sur de la República Argentina, por la mitad de la corriente del canal principal del Río Paraná desde su confluencia con el Río Paraguay, hasta encontrar por su margen izquierda los límites del Imperio del Brasil, perteneciendo la Isla de Apipé á la República Argentina, y la Isla de Yaciretá á la del Paraguay, como se declaró en el Tratado de 1856.»
«Art. 3°. Pertenece al dominio de la República Argentina la Isla del Atajo ó Cerrito. Las demás islas firmes ó anegadizas que se encuentran en uno ú otro río, Paraná y Paraguay, pertenecen á la República Argentina ó á la del Paraguay, según sea su situación más adyacente al territorio de una ú otra República, con arreglo á los principios de Derecho Internacional que rigen esta materia. Los canales que existen entre dichas islas, inclusa la del Cerrito, son comunes para la navegación de ambos Estados.»

Si bien cada isla debía quedar para el país al que esté más próxima, su adjudicación permaneció indefinida hasta los últimos años del siglo XX. A raíz de la construcción de la represa de Yaciretá, mediante notas reversales del 21 de diciembre de 1987 se le asignó a la «Comisión Mixta Demarcadora de Límites Argentino-Paraguaya» que deslinde el límite fluvial argentino-paraguayo en el río Paraná, incluyendo el reparto de las islas.
La misma discrepó sobre la soberanía de las islas Talavera y Entre Ríos. En ambos casos, las mediciones realizadas comprobaban que ambas están más próximas a la tierra firme de la Argentina, por lo que, según el tratado de 1876, debían corresponderle soberanía argentina, pero la delegación paraguaya pasó ambas a la competencia de su cancillería para que decida sobre su adjudicación en razón de que la isla Entre Ríos (o isla Guazú) era habitada por ciudadanos paraguayos, y que durante cierto tiempo tuvo allí asiento un destacamento de la Armada Paraguaya. Sobre la isla Talavera (y otras que se encuentran en el canal de los Jesuitas) se dejó para más adelante su adjudicación:

«en razón de que no se ha completado el estudio que permita definir el dominio al que pertenecen dichas islas».

Paraguay esgrimía que, en realidad, el área en que se sitúa el canal que la divide con la isla Yacyretá (canal de los Jesuitas) eran originalmente humedales de la misma isla Yacyretá en la época en que se firmó el Tratado de Límites de 1876, y como esta última fue asignada al Paraguay en dicho año, se debe hacer lo propio con las islas que se encuentran en el canal de los Jesuitas, y con la isla Talavera, la cual por lo tanto, originalmente era una gran península austral de la isla Yacyretá. Empero, la isla Talavera quedaba separada de la de Yacyretá por el canal de los Jesuitas, si bien se indicaba que esto ocurría sólo en épocas de crecidas. Ese brazo del río Paraná era la derrota que empleaban los Jesuitas para acceder a sus misiones del alto Paraná, razón por la cual se lo denomina «canal de los Jesuitas». En la bajante del año 1878 se pudo comprobar que el mismo contaba con un calado mínimo de 1,50 m, y que el escollo para navegarlo se centraba en tener un curso zigzagueante y con lecho de piedra.
Finalmente, la Comisión Mixta Demarcadora de Límites, en la reunión plenaria extraordinaria celebrada en la ciudad de Buenos Aires el 21 de agosto de 1996, determinó la adjudicación de la soberanía sobre las islas que aún estaban en disputa. Incorporó un texto común acordado por los ministerios de relaciones exteriores respectivos, Paraguay reconoció la soberanía de la Argentina sobre la isla Entre Ríos; en compensación, la Argentina reconoció la soberanía del Paraguay sobre la isla Talavera, y con ello, al mismo tiempo también la de la totalidad de las islas ubicadas en el canal de los Jesuitas. El texto oficial dice lo siguiente:

Como resultado de los estudios realizados por ambas Cancillerías y por las atribuciones conferidas por Notas Reversales del 21 de diciembre de 1987 a la Comisión Mixta Demarcadora de Límites Argentino-Paraguaya, para el cumplimiento del Tratado de Límites del 3 de febrero de 1876, se reconoce que las superficies de la isla Talavera y de las ubicadas en el Canal de los Jesuitas en la 2da. zona, fueron incluidas en el territorio de la República del Paraguay a inundar e indemnizar por el embalse de Yaciretá según Notas reversales del 30 de agosto de 1979. Se reconoce que la isla Entre Ríos, en la primera zona, está incluida en el territorio de la República Argentina.

Con este intercambio se resolvió la adjudicación de la isla Talavera.